# Гуиннетт (округ)
Гуинне́тт (англ. Gwinnett County) — округ штата Джорджия, США. Население округа на 2000 год составляло 757 104 человек. Административный центр округа — город Лоренсвилл.

## История
Округ Гуиннетт основан в 1818 году. Назван в честь Баттона Гуиннетта, подписавшего Декларацию независимости США (один из трёх подписантов от штата Джорджия)

## География
Округ занимает площадь 1121,5 км².

## Демография
Согласно Бюро переписи населения США, в округе Гуиннетт в 2000 году проживало 757 104 человек. Плотность населения составляла 675,1 чел./км².